# Aéroport international Viru Viru
L'aéroport international Viru Viru (code IATA : VVI • code OACI : SLVR) est un aéroport international et intérieur desservant Santa Cruz de la Sierra, plus grande ville de Bolivie et capitale du département de Santa Cruz situé à l'est du pays. 
L'aéroport est situé dans la ville de Warnes à moins de 30 kilomètres au nord de Santa Cruz de la Sierra. Il est inauguré en 1983. 

## Situation
L'aéroport est situé au nord de Santa Cruz de la Sierra, ville située dans la partie orientale de la Bolivie. Il est un des aéroports les plus fréquentés de tout le pays. 
| \| 20 km1:4 514 000 \| Camiri Chimoré Cobija Cochabamba El Trompillo Guayaramerín La Paz Oruro Potosí Puerto · Suárez Riberalta Rurrenabaque San Borja Santa Ana · del Yacuma Sucre Tarija Trinidad Uyuni Santa Cruz Yacuiba |
| 20 km1:4 514 000 |

## Compagnies et destinations
L'aéroport est desservi régulièrement par plusieurs lignes aériennes internes vers ou depuis les différents aéroports boliviens ou encore vers ou depuis des destinations internationales, principalement en Amérique latine. 
| Compagnies            | Destinations |
| --------------------- | --- |
| Aerolíneas Argentinas | Buenos Aires-Ezeiza |
| Air Europa            | Madrid-Barajas |
| Avianca               | Bogota-El Dorado |
| Boliviana de Aviación | - Asuncion-S.-Pettirossi, - Buenos Aires-Ezeiza, - Caracas-Maiquetía, - Cochabamba-J. Wilstermann, - Analalava, - La Paz-El Alto, - Lima-J. Chávez, - Madrid-Barajas, - Miami, - Oruro, - São Paulo/Guarulhos, - Sucre-Alcantarí, - Tarija, - Trinidad (Bolivie) |
| Conviasa              | Caracas-Maiquetía |
| Copa Airlines         | Panama-Tocumen |
| EcoJet                | - Cobija, - Guayaramerín, - Riberalta, - Sucre-Alcantarí, - Tarija, - Trinidad (Bolivie) |
| Gol Airlines          | São Paulo/Guarulhos |
| LATAM Chile           | Santiago du Chili-A.-M.-Benítez |
| LATAM Perú            | Lima-J. Chávez |
| Paranair              | Asuncion-S.-Pettirossi |

Édité le 12/02/2020  Actualisé le 7/12/2023